# La Cabane de l'aiguilleur
La Cabane de l'aiguilleur (titre original : A Hidden Place) est un roman de science-fiction de l'écrivain canadien Robert Charles Wilson publié aux États-Unis en 1986 et en France en 2008.

## Résumé
Travis Fisher et Nancy Wilcox, deux jeunes gens un peu en marge de la société, font la rencontre d'Anna Blaise, une jeune femme très mystérieuse qui va les entraîner dans d'étranges aventures.

## Éditions
- A Hidden Place, Bantam Spectra, novembre 1986, 212 p.  (ISBN 0-553-26103-7)
- La Cabane de l'aiguilleur, in recueil Mysterium, Denoël, coll. « Lunes d'encre », 10 avril 2008, trad. Gilles Goullet, 736 p.  (ISBN 978-2-207-25975-7)
- La Cabane de l'aiguilleur, Gallimard, coll. « Folio SF » no 391, 3 mars 2011, trad. Gilles Goullet, 274 p.  (ISBN 978-2-07-044124-2)